# 帕森斯林蔭路車站
帕森斯林蔭路車站（英語：Parsons Boulevard station）是紐約地鐵IND皇后林蔭路線的快車地鐵站，位於皇后區帕森斯林蔭路及山邊大道，設有F線（任何時候停站）、E線（僅繁忙時段停站）列車服務。E線同時停靠因為其主要總站牙買加中心-帕森斯/射手車站容量受限，位於此站以南四個街區。

## 歷史
此地下車站在1937年4月24日開放，是獨立地鐵系統皇后林蔭路線自克猶花園-聯合公路延長至169街。當169街車站仍為路線總站時，F線列車已經以此為總站，因為該站沒有足夠的儲車設施。因此路線計劃延長至184廣場，並在179街車站設立兩個島式月台、足夠的出入口和四列十節列車的儲車軌。設施容許快車和慢車列車服務此站。延長線後來在1950年12月11日完工，受大蕭條和第二次世界大戰影響延誤。E線和F線列車都延長到新車站。
根據2015－2019年度MTA資金計劃，此站連同其他30座紐約地鐵車站，將進行徹底翻新並關閉達6個月。更新包括蜂窩服務、Wi-Fi、充電站、改善指示牌和車站燈光。

## 車站結構
| G        | 街道層                | 出入口                                          |
| M        | 夾層                  | 閘機、車站詢問處、MetroCard自動售票機           |
| P 月台層 | 南行                  | 往康尼島-斯提威爾大道（蘇特芬林蔭路）           |
| P 月台層 | 島式月台，左/右側開門 |                                                 |
| P 月台層 | 南行快速              | 早上繁忙時段往世界貿易中心（克猶花園-聯合公路） |
| P 月台層 | 北行快速              | 黃昏繁忙時段往牙買加-179街（總站）              |
| P 月台層 | 島式月台，左/右側開門 |                                                 |
| P 月台層 | 北行                  | 往牙買加-179街（169街）                         |

此地下車站設有兩個島式月台和四條軌道。F線任何時候都停靠外側慢車軌道，而不頻密的繁忙時段E線列車則在中央快車軌道停靠。
月台上方設有一個全長夾層，並在兩端連接兩個車站入口。設站在牙買加方向月台比曼哈頓方向月台有更多樓梯，因為曼哈頓方向側設有職員辦公室。

### 出口
全時間入口位於車站北面，設有轉棍閘機和票務處，並在帕森斯林蔭路和山邊大道西南角或東南角分別設有兩個街梯，並在西北角設有一條樓梯 。
南端入口無職員駐守，設有全高式轉棍閘機和三條街梯，通往153街和山邊大道交界的北、西南和東南角。其票務處在2003年拆除。

## 外部連結
- nycsubway.org—IND皇后林蔭路線: 帕森斯林蔭路車站 (179街支線)
- Station Reporter — F線列車
- The Subway Nut — 帕森斯林蔭路圖片 （页面存档备份，存于）
- Google地圖街景帕森斯林蔭路入口 （页面存档备份，存于）
- Google地圖街景153街入口 （页面存档备份，存于）
- Google地圖街景月台